# 武汉市第十一中学
武汉市第十一中学，简称武汉十一中或11中，位于武汉市硚口区崇仁路201号。该校于1954年创建，1999年被湖北省政府命名为省级示范学校。